# Liste der Staatsoberhäupter 1975
Übersicht
◄◄ | ◄ | 1971 | 1972 | 1973 | 1974 | Liste der Staatsoberhäupter 1975 | 1976 | 1977 | 1978 | 1979 | ► | ►►

Weitere Ereignisse

## Afrika
- Ägypten
  - Staatsoberhaupt: Präsident Anwar as-Sadat (1970–1981) (1973–1974, 1980–1981 Ministerpräsident)
  - Regierungschef:
    - Ministerpräsident Abd al-Aziz Muhammad Hidschazi (1974–16. April 1975)
    - Ministerpräsident Mamduh Muhammad Salim (16. April 1975–1978)
- Algerien
  - Staats- und Regierungschef: Präsident des Revolutionsrats Houari Boumedienne (1965–1978) (ab 1976 Präsident)
- Angola (seit 11. November 1975 unabhängig)
  - Staatsoberhaupt: Präsident Agostinho Neto (11. November 1975–1979)
  - Regierungschef: Premierminister Lopo do Nascimento (11. November 1975–1978)
- Äquatorialguinea
  - Staats- und Regierungschef: Präsident Francisco Macías Nguema (1968–1979)
- Äthiopien
  - Staats- und Regierungschef: Vorsitzender des provisorischen militärischen Verwaltungsrats Tafari Benti (1974–1977)
- Benin (bis 30. November 1975 Dahomey)
  - Staats- und Regierungschef: Präsident Mathieu Kérékou (1972–1991, 1996–2006)
- Botswana
  - Staats- und Regierungschef: Präsident Seretse Khama (1966–1980)
- Burundi
  - Staats- und Regierungschef: Präsident Michel Micombero (1966–1976) (1966 Ministerpräsident)
- Elfenbeinküste
  - Staats- und Regierungschef: Präsident Félix Houphouët-Boigny (1960–1993)
- Gabun
  - Staatsoberhaupt: Präsident Omar Bongo (1967–2009)
  - Regierungschef: Ministerpräsident Léon Mébiame (16. April 1975–1990) (Amt neu geschaffen)
- Gambia
  - Staats- und Regierungschef: Präsident Dawda Jawara (1970–1994) (1965–1970 Ministerpräsident)
- Ghana
  - Staats- und Regierungschef: Vorsitzender des obersten Militärrats Ignatius Kutu Acheampong (1972–1978) (bis 9. Oktober 1975 Vorsitzender des Nationalen Erfüllungsrats)
- Guinea
  - Staatsoberhaupt: Präsident Ahmed Sékou Touré (1958–1984)
  - Regierungschef: Premierminister Louis Lansana Béavogui (1972–1984)
- Guinea-Bissau
  - Staatsoberhaupt: Vorsitzender des Staatsrats Luís Cabral (1973–1980)
  - Regierungschef: Premierminister Francisco Mendes (1973–1978)
- Kamerun
  - Staatsoberhaupt: Präsident Ahmadou Ahidjo (1960–1982)
  - Regierungschef: Ministerpräsident Paul Biya (30. Juli 1975–1982) (Amt neu geschaffen) (seit 1982 Präsident)
- Kap Verde (seit 5. Juli 1975 unabhängig)
  - Staatsoberhaupt: Präsident Aristides Pereira (8. Juli 1975–1991)
  - Regierungschef: Ministerpräsident Pedro Pires (8. Juli 1975–1991) (2001–2011 Präsident)
- Kenia
  - Staats- und Regierungschef: Präsident Jomo Kenyatta (1964–1978) (1963–1964 Ministerpräsident)
- Komoren (seit 6. Juli 1975 unabhängig)
  - Staats- und Regierungschef:
    - Präsident Ahmed Abdallah (6. Juli 1975 bis 3. August 1975, 1978–1989)
    - Vorsitzender des nationalen Exekutivrats Said Mohamed Jaffar (3. August 1975–1976) (bis 10. August 1975 Vorsitzender des nationalen Revolutionsrats)
- Volksrepublik Kongo (1960–1970 Kongo-Brazzaville; ab 1992 Republik Kongo)
  - Staatsoberhaupt: Präsident Marien Ngouabi (1968, 1969–1977)
  - Regierungschef:
    - Ministerpräsident Henri Lopès (1973–18. Dezember 1975)
    - Ministerpräsident Louis Sylvain Goma (18. Dezember 1975–1984, 1991)
- Lesotho
  - Staatsoberhaupt: König Moshoeshoe II. (1966–1970, 1970–1990, 1995–1996)
  - Regierungschef: Ministerpräsident Leabua Jonathan (1966–1986) (1970 Staatsoberhaupt)
- Liberia
  - Staats- und Regierungschef: Präsident William R. Tolbert, Jr. (1971–1980)
- Libyen
  - Staatsoberhaupt: Vorsitzender des Revolutionären Kommandorats Muammar al-Gaddafi (1969–1979) (1979–2011 Revolutionsführer)
  - Regierungschef: Ministerpräsident Abd as-Salam Dschallud (1972–1977)
- Madagaskar
  - Staatsoberhaupt:
    - Präsident Gabriel Ramanantsoa (1972–5. Februar 1975) (1972–1975 Ministerpräsident)
    - Präsident Richard Ratsimandrava (5. Februar 1975 bis 11. Februar 1975)
    - Vorsitzender des Komitees der nationalen militärischen Führung Gilles Andriamahazo (12. Februar 1975 bis 15. Juni 1975)
    - Präsident Didier Ratsiraka (15. Juni 1975–1993, 1997–2002)

  - Regierungschef: Ministerpräsident Gabriel Ramanantsoa (1972–5. Februar 1975) (1972–1975 Präsident)
- Malawi
  - Staats- und Regierungschef: Präsident Hastings Kamuzu Banda (1966–1994) (1964–1966 Ministerpräsident)
- Mali
  - Staats- und Regierungschef: Präsident Moussa Traoré (1968–1991)
- Marokko
  - Staatsoberhaupt: König Hassan II. (1961–1999)
  - Regierungschef: Ministerpräsident Ahmed Osman (1972–1979)
- Mauretanien
  - Staats- und Regierungschef: Präsident Moktar Ould Daddah (1960–1978)
- Mauritius
  - Staatsoberhaupt: Königin Elisabeth II. (1968–1992)
    - Generalgouverneur: Raman Osman (1972–1977)

  - Regierungschef: Premierminister Seewoosagur Ramgoolam (1968–1982) (1983–1985 Generalgouverneur)
- Mosambik (seit 25. Juni 1975 unabhängig)
  - Staats- und Regierungschef: Präsident Samora Machel (25. Juni 1975–1986)
- Niger
  - Staats- und Regierungschef: Präsident des Obersten Militärrats Seyni Kountché (1974–1987)
- Nigeria
  - Staats- und Regierungschef:
    - Chef der Militärischen Bundesregierung Yakubu Gowon (1966–29. Juli 1975)
    - Chef der Militärischen Bundesregierung Murtala Mohammed (29. Juli 1975–1976)
- Obervolta (ab 1984 Burkina Faso)
  - Staatsoberhaupt: Präsident Sangoulé Lamizana (1966–1980) (1974–1980 Ministerpräsident)
  - Regierungschef: Ministerpräsident Sangoulé Lamizana (1974–1980) (1966–1980 Präsident)
- Rhodesien (international nicht anerkannt) (seit 1980 Simbabwe)
  - Staatsoberhaupt: Präsident Clifford Dupont (1970–31. Dezember 1975) (1965–1970 Verwaltungsoffizier der Regierung)
  - Regierungschef: Ministerpräsident Ian Smith (1965–1979)
- Ruanda
  - Staats- und Regierungschef: Präsident Juvénal Habyarimana (1973–1994)
- Sambia
  - Staatsoberhaupt: Präsident Kenneth Kaunda (1964–1991)
  - Regierungschef:
    - Ministerpräsident Mainza Chona (1973–27. Mai 1975, 1977–1978)
    - Ministerpräsident Elijah Mudenda (27. Mai 1975–1977)
- São Tomé und Príncipe (seit 12. Juli 1975 unabhängig)
  - Staatsoberhaupt: Präsident Manuel Pinto da Costa (12. Juli 1975–1991, 2011–2016)
  - Regierungschef:
    - Premierminister Leonel Mário d’Alva (21. Juli 1975 bis 15. Juli 1975) (1991 Präsident)
    - Premierminister Miguel Trovoada (15. Juli 1975–1979) (1991–1995. 1995–2001 Präsident)
- Senegal
  - Staatsoberhaupt: Präsident Léopold Sédar Senghor (1960–1980)
  - Regierungschef: Premierminister Abdou Diouf (1970–1980) (1981–2000 Präsident )
- Sierra Leone
  - Staatsoberhaupt: Präsident Siaka Stevens (1971–1985) (1967, 1968–1971 Ministerpräsident)
  - Regierungschef:
    - Ministerpräsident Sorie Ibrahim Koroma (1971–8. Juli 1975)
    - Ministerpräsident Christian A. Kamara-Taylor (8. Juli 1975–1978)
- Somalia
  - Staats- und Regierungschef: Präsident Siad Barre (1969–1991)
- Südafrika
  - Staatsoberhaupt:
    - Präsident Jacobus Johannes Fouché (1968–9. April 1975)
    - Senatspräsident Johannes de Klerk (9. April 1975 bis 19. April 1979) (kommissarisch)
    - Präsident Nicolaas Diederichs (19. April 1975–1978)

  - Regierungschef: Ministerpräsident Balthazar Johannes Vorster (1966–1978) (1978–1979 Präsident)
- Sudan
  - Staatsoberhaupt: Präsident Dschafar an-Numairi (1969–1971, 1971–1985) (1969–1976, 1977–1985 Ministerpräsident)
  - Regierungschef: Ministerpräsident Dschafar an-Numairi (1969–1976, 1977–1985) (1969–1971, 1971–1985 Präsident)
- Swasiland
  - Staatsoberhaupt: König Sobhuza II. (1968–1982)
  - Regierungschef: Premierminister Makhosini Dlamini (1968–1976)
- Tansania
  - Staatsoberhaupt: Präsident Julius Nyerere (1962–1985) (1961–1962 Ministerpräsident)
  - Regierungschef: Ministerpräsident Rashidi Kawawa (1972–1977)
- Togo
  - Staats- und Regierungschef: Präsident Gnassingbé Eyadéma (1967–2005)
- Tschad
  - Staats- und Regierungschef:
    - Präsident Ngarta Tombalbaye (1960–13. April 1975)
    - Präsident Noël Milarew Odingar (13. April 1975 bis 15. April 1975)
    - Präsident Félix Malloum (15. April 1975–1979) (bis 12. Mai 1975 Vorsitzender des Hohen Militärrats)
- Tunesien
  - Staatsoberhaupt: Präsident Habib Bourguiba (1957–1987)
  - Regierungschef: Ministerpräsident Hédi Nouira (1970–1980)
- Uganda
  - Staats- und Regierungschef: Präsident Idi Amin (1971–1979)
- Zaïre (bis 1964 Kongo-Léopoldville, 1964–1971, seit 1997 Demokratische Republik Kongo)
  - Staats- und Regierungschef: Präsident Mobutu Sese Seko (1965–1997)
- Zentralafrikanische Republik
  - Staatsoberhaupt: Präsident Jean-Bédel Bokassa (1966–1979) (ab 1976 Kaiser)
  - Regierungschef: Ministerpräsidentin Elisabeth Domitien (3. Januar 1975–1976) (Amt neu geschaffen)

## Amerika

### Nordamerika
- Kanada
  - Staatsoberhaupt: Königin Elisabeth II. (1952–2022)
    - Generalgouverneur: Jules Léger (1974–1979)

  - Regierungschef: Premierminister Pierre Trudeau (1968–1979, 1980–1984)
- Mexiko
  - Staats- und Regierungschef: Präsident Luis Echeverría Álvarez (1970–1976)
- Vereinigte Staaten von Amerika
  - Staats- und Regierungschef: Präsident Gerald Ford (1974–1977)

### Mittelamerika
- Bahamas
  - Staatsoberhaupt: Königin Elisabeth II. (1973–2022)
    - Generalgouverneur: Milo Butler (1973–1979)

  - Regierungschef: Premierminister Lynden O. Pindling (1973–1992)
- Barbados
  - Staatsoberhaupt: Königin Elisabeth II. (1966–2021)
    - Generalgouverneur Arleigh Winston Scott (1967–1976)

  - Regierungschef: Premierminister Errol Walton Barrow (1966–1976, 1986–1987)
- Costa Rica
  - Staats- und Regierungschef: Präsident Daniel Oduber Quirós (1974–1978)
- Dominikanische Republik
  - Staats- und Regierungschef: Präsident Joaquín Balaguer (1950–1962, 1966–1978, 1986–1996)
- El Salvador
  - Staats- und Regierungschef: Präsident Arturo Armando Molina (1972–1977)
- Grenada (1974 Unabhängigkeit)
  - Staatsoberhaupt: Königin Elisabeth II. (1974–2022)
    - Generalgouverneur Leo de Gale (1974–1978)

  - Regierungschef: Premierminister Eric Gairy (1974–1979)
- Guatemala
  - Staats- und Regierungschef: Präsident Kjell Eugenio Laugerud García (1974–1978)
- Haiti
  - Staats- und Regierungschef: Präsident Jean-Claude Duvalier (1971–1986)
- Honduras
  - Staats- und Regierungschef:
    - Präsident Oswaldo López Arellano (1963–1971, 1972–22. April 1975) (1956–1957 Mitglied des militärischen Regierungsrats)
    - Präsident Juan Alberto Melgar Castro (22. April 1975–1978)
- Jamaika
  - Staatsoberhaupt: Königin Elisabeth II. (1962–2022)
    - Generalgouverneur: Florizel Glasspole (1973–1991)

  - Regierungschef: Premierminister Michael Manley (1972–1980, 1989–1992)
- Kuba
  - Staatsoberhaupt: Präsident Osvaldo Dorticós Torrado (1959–1976)
  - Regierungschef: Ministerpräsident Fidel Castro (1959–2008) (1976–2008 Präsident des Staatsrats und Präsident des Ministerrats)
- Nicaragua
  - Staats- und Regierungschef: Präsident Anastasio Somoza Debayle (1967–1972, 1974–1979)
- Panama
  - Staats- und Regierungschef: Präsident Demetrio Basilio Lakas (1969–1978)
- Trinidad und Tobago
  - Staatsoberhaupt: Königin Elisabeth II. (1962–1976)
    - Generalgouverneur: Ellis Clarke (1972–1976) (1976–1987 Präsident)

  - Regierungschef: Ministerpräsident Eric Eustace Williams (1962–1981)

### Südamerika
- Argentinien
  - Staats- und Regierungschef:
    - Präsidentin Isabel Martínez de Perón (1974–1976)
    - Präsident Ítalo Argentino Lúder (13. September 1975 bis 16. Oktober 1975) (kommissarisch)
- Bolivien
  - Staats- und Regierungschef: Präsident Hugo Banzer (1971–1978, 1997–2001)
- Brasilien
  - Staats- und Regierungschef: Präsident Ernesto Geisel (1974–1979)
- Chile
  - Staats- und Regierungschef: Präsident Augusto Pinochet (1974–1990)
- Ecuador
  - Staats- und Regierungschef: Präsident Guillermo Rodríguez Lara (1972–1976)
- Guyana
  - Staatsoberhaupt: Präsident Arthur Chung (1970–1980)
  - Regierungschef: Ministerpräsident Forbes Burnham (1966–1980) (1980–1985 Präsident)
- Kolumbien
  - Staats- und Regierungschef: Präsident Alfonso López Michelsen (1974–1978)
- Paraguay
  - Staats- und Regierungschef: Präsident Alfredo Stroessner (1954–1989)
- Peru
  - Staatsoberhaupt:
    - Präsident Juan Velasco Alvarado (1968–30. August 1975)
    - Präsident Francisco Morales Bermúdez (30. August 1975–1980) (1975 Ministerpräsident)

  - Regierungschef:
    - Ministerpräsident Edgardo Mercado Jarrín (1973–1975)
    - Ministerpräsident Francisco Morales Bermúdez (1. Februar 1975 bis 30. August 1975) (1975–1980 Präsident)
    - Ministerpräsident Óscar Vargas Prieto (30. August 1975–1976)
- Suriname (seit 25. November 1975 unabhängig)
  - Staatschef: Präsident Johan Ferrier (25. November 1975–1980)
  - Regierungschef: Ministerpräsident Henck A. E. Arron (25. November 1975–1980, 1988–1990)
- Uruguay
  - Staats- und Regierungschef: Präsident Juan María Bordaberry (1972–1976)
- Venezuela
  - Staats- und Regierungschef: Präsident Carlos Andrés Pérez (1974–1979, 1989–1993)

## Asien

### Ost-, Süd- und Südostasien
- Bangladesch
  - Staatsoberhaupt:
    - Präsident Mohammad Mohammadullah (1973–25. Januar 1975)
    - Präsident Mujibur Rahman (1971–1972, 25. Januar 1975 bis 15. August 1975) (1972–1975 Ministerpräsident)
    - Präsident Khondakar Mostaq Ahmad (15. August 1975 bis 6. November 1975)
    - Präsident Abu Sadat Mohammad Sayem (6. November 1975–1977)

  - Regierungschef:
    - Ministerpräsident Mujibur Rahman (1972–26. Januar 1975) (1971–1972, 1975 Präsident)
    - Ministerpräsident Muhammad Mansur Ali (26. Januar 1975 bis 25. August 1975) (Amt abgeschafft)
- Bhutan
  - Staats- und Regierungschef: König Jigme Singye Wangchuck (1972–2006)
- Burma (heute Myanmar)
  - Staatsoberhaupt: Präsident Ne Win (1962–1981) (bis 1974 Vorsitzender des Revolutionsrats) (1958–1960, 1962–1974 Ministerpräsident)
  - Regierungschef: Ministerpräsident Sein Win (1974–1977)
- Republik China (Taiwan)
  - Staatsoberhaupt:
    - Präsident Chiang Kai-shek (1950–5. April 1975) (1928–1931, 1943–1948 Vorsitzender der Nationalregierung Chinas, 1948–1949 Präsident von Nationalchina; 1930–1931, 1935–1938, 1939–1945, 1947 Ministerpräsident von Nationalchina)

  - Regierungschef: Ministerpräsident Chiang Ching-kuo (1972–1978) (1978–1988 Präsident)
- Volksrepublik China
  - Parteichef: Vorsitzender der Kommunistischen Partei Chinas Mao Zedong (1943–1976) (1949–1954 Vorsitzender der zentralen Volksregierung; 1954–1959 Präsident)
  - Staatsoberhaupt:
    - Präsident Dong Biwu (1968–17. Januar 1975) (kommissarisch)
    - Vorsitzender des Ständigen Komitees des Nationalen Volkskongresses Zhu De (17. Januar 1975–1976)

  - Regierungschef: Ministerpräsident Zhou Enlai (1949–1976)
- Indien
  - Staatsoberhaupt: Präsident Fakhruddin Ali Ahmed (1974–1977)
  - Regierungschef: Premierministerin Indira Gandhi (1966–1977, 1980–1984)
- Indonesien
  - Staats- und Regierungschef: Präsident Suharto (1967–1998)
- Japan
  - Staatsoberhaupt: Kaiser Hirohito (1926–1989)
  - Regierungschef: Premierminister Takeo Miki (1974–1976)
- Kambodscha
  - Staatsoberhaupt:
    - Präsident Lon Nol (1972–12. April 1975) (1966–1967, 1971–1972 Ministerpräsident)
    - Präsident Saukam Khoy (1. April 1975 bis 12. April 1975) (kommissarisch)
    - Vorsitzender des obersten Ausschusses Sak Sutsakhan (12. April 1975 bis 17. April 1975)
    - Präsident Norodom Sihanouk (1960–1970, 17. April 1975–1976, 1993) (1941–1955, 1993–2004 König)

  - Regierungschef:
    - Ministerpräsident Long Boret (1973–17. April 1975)
    - Ministerpräsident Penn Nouth (1948–1949, 1953, 1954–1955, 1958, 1961, 1968–1969, 17. April 1975–1976)
- Nordkorea
  - de-facto Herrscher: Kim Il-sung (1948–1994)
  - Staatsoberhaupt: Präsident: Kim Il-sung (1972–1994)
  - Regierungschef: Ministerpräsident Kim Il (1972–1976)
- Südkorea
  - Staatsoberhaupt: Präsident Park Chung-hee (1962–1979)
  - Regierungschef:
    - Ministerpräsident Kim Jong-pil (1971–19. Dezember 1975, 1998–2000)
    - Ministerpräsident Choi Kyu-ha (19. Dezember 1975–1979) (1979–1980 Präsident)
- Königreich Laos (seit 2. Dezember 1975 Demokratische Volksrepublik Laos)
  - Staatsoberhaupt:
    - König Savang Vatthana (1959–2. Dezember 1975)
    - Präsident Souphanouvong (3. Dezember 1975–1991)

  - Regierungschef:
    - Ministerpräsident Souvanna Phouma (1951–1954, 1956–1958, 1960, 1962–2. Dezember 1975)
    - Ministerpräsident Kaysone Phomvihane (8. Dezember 1975–1991) (1991–1992 Präsident)
- Malaysia
  - Staatsoberhaupt:
    - Oberster Herrscher Abdul Halim Mu’adzam Shah (1970–20. September 1975)
    - Oberster Herrscher Yahya Petra (21. September 1975–1979)

  - Regierungschef: Ministerpräsident Abdul Razak (1959, 1970–1976)
- Malediven
  - Staats- und Regierungschef: Präsident Ibrahim Nasir (1968–1978) (1957–1968 Ministerpräsident)
- Nepal
  - Staatsoberhaupt: König Birendra (1972–2001)
  - Regierungschef:
    - Ministerpräsident Nagendra Prasad Rijal (1973–1. Dezember 1975, 1986)
    - Ministerpräsident Tulsi Giri (1960–1963, 1964–1965, 1. Dezember 1975–1977)
- Pakistan
  - Staatsoberhaupt: Präsident Fazal Ilahi Chaudhry (1973–1978)
  - Regierungschef: Ministerpräsident Zulfikar Ali Bhutto (1973–1977) (1971–1973 Präsident)
- Philippinen
  - Staats- und Regierungschef: Präsident Ferdinand Marcos (1965–1986)
- Sikkim (unter indischer Suzeränität) (16. Mai 1975 von Indien annektiert)
  - Staatsoberhaupt: König Palden Thondup Namgyal (1963–14. April 1975)
  - Regierungschef: Ministerpräsident Kazi Lhendup Dorji (1974–16. Mai 1975)
- Singapur
  - Staatsoberhaupt: Präsident Benjamin Henry Sheares (1971–1981)
  - Regierungschef: Premierminister Lee Kuan Yew (1959–1990)
- Sri Lanka
  - Staatsoberhaupt: Präsident William Gopallawa (1972–1978) (1962–1972 Generalgouverneur)
  - Regierungschef: Premierministerin Sirimavo Bandaranaike (1960–1965, 1970–1977, 1994–2000)
- Thailand
  - Staatsoberhaupt: König Rama IX. Bhumibol Adulyadej (1946–2016)
  - Regierungschef:
    - Ministerpräsident Sanya Dharmasakti (1973–27. Februar 1975)
    - Ministerpräsident Seni Pramoj (1945–1946, 27. Februar 1975 bis 17. März 1975, 1976)
    - Ministerpräsident Kukrit Pramoj (17. März 1975–1976)
- Nordvietnam
  - Staatsoberhaupt: Präsident Tôn Đức Thắng (1969–1976) (1976–1980 Präsident von Vietnam)
  - Regierungschef: Ministerpräsident Phạm Văn Đồng (1955–1976) (1976–1987 Vorsitzender des Ministerrats von Vietnam)
- Südvietnam
  - Staatsoberhaupt:
    - Präsident Nguyễn Văn Thiệu (1965–21. April 1975)
    - Präsident Trần Văn Hương (21. April 1975 bis 28. April 1975) (1964–1965, 1968–1696 Ministerpräsident)
    - Präsident Dương Văn Minh (1963–1964, 1964, 1964, 28. April 1975 bis 30. April 1975) (kommissarisch)
    - Präsident der Provisorischen Revolutionsregierung Huỳnh Tấn Phát (30. April 1975–1976)

  - Regierungschef:
    - Ministerpräsident Trần Thiện Khiêm (1969–4. April 1975)
    - Ministerpräsident Nguyễn Bá Cẩn (4. April 1975 bis 24. April 1975)
    - Ministerpräsident Vũ Văn Mẫu (28. April 1975 bis 30. April 1975)
    - Ministerpräsident Nguyễn Hữu Thọ (30. April 1975–1976) (1980–1981 Präsident von Vietnam)

### Vorderasien
- Bahrain
  - Staatsoberhaupt: Emir Isa II. (1971–1999)
  - Regierungschef: Ministerpräsident Chalifa ibn Salman Al Chalifa (1971–2020)
- Irak
  - Staats- und Regierungschef: Präsident Ahmad Hasan al-Bakr (1968–1979) (1963 Ministerpräsident)
- Iran
  - Staatsoberhaupt: Schah Mohammad Reza Pahlavi (1941–1979)
  - Regierungschef: Ministerpräsident Amir Abbas Hoveyda (1965–1977)
- Israel
  - Staatsoberhaupt: Präsident Ephraim Katzir (1973–1978)
  - Regierungschef: Ministerpräsident Jitzchak Rabin (1974–1977, 1992–1995)
- Nordjemen
  - Staatsoberhaupt: Präsident Ibrahim al-Hamdi (1974–1977) (bis 13. Juni 1975 Vorsitzender des Kommandorates)
  - Regierungschef:
    - Ministerpräsident Mohsin Ahmad al-Aini (1967, 1970–1971, 1971–1972, 1974–16. Januar 1975)
    - Ministerpräsident Abd al-Latif Dayfallah (1963, 16. Januar 1975 bis 25. Januar 1975)
    - Ministerpräsident Abd al-Aziz Abd al-Ghani (25. Januar 1975–1980, 1983–1990) (1994–1997 Ministerpräsident des Jemen)
- Südjemen
  - Staatsoberhaupt: Vorsitzender des Präsidialrats Salim Rubai Ali (1969–1978)
  - Regierungschef: Ministerpräsident Ali Nasir Muhammad (1971–1985) (1978, 1980–1986 Präsident)
- Jordanien
  - Staatsoberhaupt: König Hussein (1952–1999)
  - Regierungschef: Ministerpräsident Zaid ar-Rifaʿi (1973–1976, 1985–1989)
- Katar
  - Staats- und Regierungschef: Emir Chalifa bin Hamad Al Thani (1972–1995)
- Kuwait
  - Staatsoberhaupt: Emir Sabah III. as-Salim as-Sabah (1965–1977) (1963–1965 Ministerpräsident)
  - Regierungschef: Ministerpräsident Dschabir al-Ahmad al-Dschabir as-Sabah (1962–1963, 1965–1978) (1977–2006 Emir)
- Libanon
  - Staatsoberhaupt: Präsident Suleiman Frangieh (1970–1976)
  - Regierungschef:
    - Ministerpräsident Rashid as-Solh (1974–15. Mai 1975, 1992)
    - Ministerpräsident Nureddin Rifai (23. Mai 1975 bis 1. Juli 1975)
    - Ministerpräsident Rashid Karami (1955–1956, 1958–1960, 1961–1964, 1965–1966, 1966–1968, 1969–1970, 1. Juli 1975–1976, 1984–1987)
- Oman
  - Staats- und Regierungschef: Sultan Qabus ibn Said (1970–2020)
- Saudi-Arabien
  - Staats- und Regierungschef:
    - König Faisal ibn Abd al-Aziz (1964–25. März 1975)
    - König Chalid ibn Abd al-Aziz (25. März 1975–1982)
- Syrien
  - Staatsoberhaupt: Präsident Hafiz al-Assad (1971–2000) (1970–1971 Ministerpräsident)
  - Regierungschef: Ministerpräsident Mahmud al-Ayyubi (1972–1976)
- Türkei
  - Staatsoberhaupt: Präsident Fahri Korutürk (1973–1980)
  - Regierungschef:
    - Ministerpräsident Sadi Irmak (1974–31. März 1975)
    - Ministerpräsident Süleyman Demirel (1965–1971, 31. März 1975–1977, 1977–1978, 1979–1980, 1991–1993) (1993–2000 Präsident)
- Vereinigte Arabische Emirate
  - Staatsoberhaupt: Präsident Zayid bin Sultan Al Nahyan (1971–2004) (1966–2004 Emir von Abu Dhabi)
  - Regierungschef: Ministerpräsident Maktum bin Raschid Al Maktum (1971–1979, 1990–2006) (1990–2006 Emir von Dubai)

### Zentralasien
- Afghanistan
  - Staats- und Regierungschef: Präsident Mohammed Daoud Khan (1973–1978) (1953–1963 Ministerpräsident)
- Mongolei
  - Staatsoberhaupt: Vorsitzender des Großen Volks-Churals Jumdschaagiin Tsedenbal (1974–1984) (1952–1974 Vorsitzender des Ministerrats)
  - Regierungschef: Vorsitzender des Ministerrates Dschambyn Batmönch (1974–1984) (1984–1990 Vorsitzender des Großen Volks-Churals)

## Australien und Ozeanien
- Australien
  - Staatsoberhaupt: Königin Elisabeth II. (1952–2022)
    - Generalgouverneur: John Robert Kerr (1974–1977)

  - Regierungschef:
    - Premierminister Gough Whitlam (1972–11. November 1975)
    - Premierminister Malcolm Fraser (11. November 1975–1983)
- Cookinseln (unabhängiger Staat in freier Assoziierung mit Neuseeland)
  - Staatsoberhaupt: Königin Elisabeth II. (1965–2022)
  - Regierungschef: Premierminister Albert R. Henry (1965–1978)
- Fidschi
  - Staatsoberhaupt: Königin Elisabeth II. (1970–1987)
    - Generalgouverneur: George Cakobau (1973–1983)

  - Regierungschef: Ministerpräsident Kamisese Mara (1970–1987, 1987–1992) (1993–2000 Präsident)
- Nauru
  - Staats- und Regierungschef: Präsident Hammer DeRoburt (1968–1976, 1978–1986, 1986, 1986–1989)
- Neuseeland
  - Staatsoberhaupt: Königin Elisabeth II. (1952–2022)
    - Generalgouverneur: Denis Blundell (1972–1977)

  - Regierungschef:
    - Premierminister Bill Rowling (1974–12. Dezember 1975)
    - Premierminister Robert Muldoon (12. Dezember 1975–1984)
- Niue (unabhängiger Staat in freier Assoziierung mit Neuseeland)
  - Staatsoberhaupt: Königin Elisabeth II. (1974–2022)
    - Queen’s Representative: Generalgouverneur von Neuseeland

  - Regierungschef: Premierminister Robert Rex (1974–1992)
- Papua-Neuguinea (seit 16. September 1975 unabhängig)
  - Staatsoberhaupt: Königin Elisabeth II. (16. September 1975–2022)
    - Generalgouverneur: John Guise (16. September 1975–1977)

  - Regierungschef: Ministerpräsident Michael Somare (16. September 1975–1980, 1982–1985, 2002–2011)
- Tonga
  - Staatsoberhaupt: König Taufaʻahau Tupou IV. (1970–2006)
  - Regierungschef: Premierminister Fatafehi Tu'ipelehake (1970–1991)
- Westsamoa (heute Samoa)
  - Staatsoberhaupt: O le Ao o le Malo Tanumafili II. (1962–2007)
  - Regierungschef:
    - Premierminister Mata'afa Mulinu'u II. (1962–1970, 1973–20. Mai 1975)
    - Premierminister Tupua Tamasese Lealofi IV. (1970–1973, 21. Mai 1975–1976)

## Europa
- Albanien
  - Parteichef: 1. Sekretär der albanischen Arbeiterpartei Enver Hoxha (1948–1985) (1946–1954 Ministerpräsident)
  - Staatsoberhaupt: Vorsitzender des Präsidiums der Volksversammlung Haxhi Lleshi (1953–1982)
  - Regierungschef: Ministerpräsident Mehmet Shehu (1954–1981)
- Andorra
  - Co-Fürsten:
    - Staatspräsident von Frankreich:Valéry Giscard d’Estaing (1974–1981)
    - Bischof von Urgell: Joan Martí Alanís (1971–2003)
- Belgien
  - Staatsoberhaupt: König Baudouin I. (1951–1993)
  - Regierungschef: Ministerpräsident Leo Tindemans (1974–1978)
- Bulgarien
  - Parteichef: Generalsekretär der Bulgarischen Kommunistischen Partei Todor Schiwkow (1954–1989) (1971–1989 Staatsratsvorsitzender) (1962–1971 Vorsitzender des Ministerrats)
  - Staatsoberhaupt: Staatsratsvorsitzender Todor Schiwkow (1971–1989) (1954–1989 Parteichef) (1962–1971 Vorsitzender des Ministerrats)
  - Regierungschef: Vorsitzender des Ministerrats Stanko Todorow (1971–1981) (1990 Präsident)
- Dänemark
  - Staatsoberhaupt: Königin Margrethe II. (1972–2024)
  - Regierungschef:
    - Ministerpräsident Poul Hartling Poul Hartling (1973–13. Februar 1975)
    - Ministerpräsident Anker Jørgensen (1972–1973, 13. Februar 1975–1982)

  - Färöer (politisch selbstverwalteter und autonomer Bestandteil des Königreichs Dänemark)
    - Vertreter der dänischen Regierung: Reichsombudsmann Leif Groth (1972–1981)
    - Regierungschef: Ministerpräsident Atli P. Dam (1970–1981, 1985–1989, 1991–1993)
- Bundesrepublik Deutschland
  - Staatsoberhaupt: Bundespräsident Walter Scheel (1974–1979)
  - Regierungschef: Bundeskanzler Helmut Schmidt (1974–1982)
- Deutsche Demokratische Republik
  - Parteichef: Generalsekretär des ZK der SED Erich Honecker (1971–1989) (1976–1989 Staatsratsvorsitzender)
  - Staatsoberhaupt: Vorsitzender des Staatsrats Willi Stoph (1973–1976) (1964–1973, 1976–1989 Vorsitzender des Ministerrates)
  - Regierungschef: Vorsitzender des Ministerrates Horst Sindermann (1973–1976)
- Finnland
  - Staatsoberhaupt: Präsident Urho Kekkonen (1956–1982) (1950–1953, 1954–1956 Ministerpräsident)
  - Regierungschef:
    - Ministerpräsident Kalevi Sorsa (1972–13. Juni 1975, 1977–1979, 1982–1987)
    - Ministerpräsident Keijo Liinamaa (13. Juni 1975 bis 30. November 1975)
    - Ministerpräsident Martti Miettunen (1961–1962, 30. November 1975–1977)
- Frankreich
  - Staatsoberhaupt: Präsident Valéry Giscard d’Estaing (1974–1981)
  - Regierungschef: Premierminister Jacques Chirac (1974–1976, 1986–1988) (1995–2007 Präsident)
- Griechenland
  - Staatsoberhaupt:
    - Präsident Michail Stasinopoulos (1974–20. Juni 1975)
    - Präsident Konstantinos Tsatsos (20. Juni 1975–1980)

  - Regierungschef: Ministerpräsident Konstantinos Karamanlis (1955–1958, 1958–1961, 1961–1963, 1974–1980) (1980–1985, 1990–1995 Präsident)
- Irland
  - Staatsoberhaupt: Präsident Cearbhall Ó Dálaigh (1974–1976)
  - Regierungschef: Taoiseach Liam Cosgrave (1973–1977)
- Island
  - Staatsoberhaupt: Präsident Kristján Eldjárn (1968–1980)
  - Regierungschef: Ministerpräsident Geir Hallgrímsson (1974–1978)
- Italien
  - Staatsoberhaupt: Präsident Giovanni Leone (1971–1978) (1963, 1968 Ministerpräsident)
  - Regierungschef: Ministerpräsident Aldo Moro (1962–1968, 1974–1976)
- Jugoslawien
  - Staatsoberhaupt: Präsident Josip Broz Tito (1953–1980) (1945–1963 Ministerpräsident)
  - Regierungschef: Präsident des ausführenden Bundesrates Džemal Bijedić (1971–1977)
- Kanalinseln[1]
  - Guernsey
    - Staats- und Regierungschef: Herzogin Elisabeth II. (1952–2022)
      - Vizegouverneur:
        - Charles Mills (1969–1974)
        - John Davis (1974–1980)

  - Jersey
    - Staats- und Regierungschef: Herzogin Elisabeth II. (1952–2022)
      - Vizegouverneur:
        - John Davis (1969–2. September 1974)
        - Desmond Fitzpatrick (2. September 1974–1979)
- Liechtenstein
  - Staatsoberhaupt: Fürst Franz Josef II. (1938–1989)
  - Regierungschef: Walter Kieber (1974–1978)
- Luxemburg
  - Staatsoberhaupt: Großherzog Jean (1964–2000)
  - Regierungschef: Ministerpräsident Gaston Thorn (1974–1979)
- Malta
  - Staatsoberhaupt: Präsident Anthony Mamo (1974–1976) (1971–1974 Generalgouverneur)
  - Regierungschef: Premierminister Dom Mintoff (1971–1984)
- Isle of Man[1]
  - Staatsoberhaupt: Lord of Man Elisabeth II. (1952–2022)
    - Vizegouverneur:
      - Peter Hyla Gawne Stallard (1966–1974)
      - John Warburton Paul (1974–1980)

  - Regierungschef: Vorsitzender des Exekutivrats Percy Radcliffe (1971–1977; 1981–1985)
- Monaco
  - Staatsoberhaupt: Fürst: Rainier III. (1949–2005)
  - Regierungschef: Staatsminister André Saint-Mleux (1972–1981)
- Niederlande
  - Staatsoberhaupt: Königin Juliana (1948–1980)
  - Regierungschef: Ministerpräsident Joop den Uyl (1973–1977)
  - Niederländische Antillen (Land des Königreichs der Niederlande)
    - Vertreter der niederländischen Regierung: Gouverneur Ben Leito (1970–1983)
    - Regierungschef:
      - Ministerpräsident Juancho Evertsz (1973–1977)
- Norwegen
  - Staatsoberhaupt: König Olav V. (1957–1991)
  - Regierungschef: Ministerpräsident Trygve Bratteli (1971–1972, 1973–1976)
- Österreich
  - Staatsoberhaupt: Bundespräsident Rudolf Kirchschläger (1974–1986)
  - Regierungschef: Bundeskanzler Bruno Kreisky (1970–1983)
- Polen
  - Parteichef: 1. Sekretär Edward Gierek (1970–1980)
  - Staatsoberhaupt: Staatsratsvorsitzender Henryk Jabłoński (1972–1985)
  - Regierungschef: Ministerpräsident Piotr Jaroszewicz (1970–1980)
- Portugal
  - Staatsoberhaupt: Präsident Costa Gomes (1974–1976)
  - Regierungschef:
    - Ministerpräsident Vasco Gonçalves (1974–19. September 1975)
    - Ministerpräsident José Baptista Pinheiro de Azevedo (19. September 1975–1976)
- Rumänien
  - Parteichef: Generalsekretär Nicolae Ceaușescu (1965–1989) (1967–1989 Staatsoberhaupt)
  - Staatsoberhaupt: Vorsitzender des Staatsrats Nicolae Ceaușescu (1967–1989) (1965–1989 Parteichef)
  - Regierungschef: Ministerpräsident Manea Mănescu (1974–1979)
- San Marino
  - Staatsoberhaupt: Capitani Reggenti
    - Francesco Valli (1962, 1966, 1970, 1. Oktober 1974 bis 1. Oktober 1975, 1978) und Enrico Andreoli (1956–1957, 1. Oktober 1974 bis 1. Oktober 1975, 1978)
    - Alberto Cecchetti (1. April 1975 bis 1. Oktober 1975, 1994, 1998, 2001–2002) und Michele Righi (1. April 1975 bis 1. Oktober 1975)
    - Giovanni Vito Marcucci (1961–1962, 1966–1967, 1. Oktober 1975 bis 1. April 1976) und Giuseppe Della Balda (1. Oktober 1975 bis 1. April 1976)

  - Regierungschef: Außenminister Gian Luigi Berti (1973–1976) (1993–1994 Capitano Reggente)
- Schweden
  - Staatsoberhaupt: König Carl XVI. Gustaf (seit 1973)
  - Regierungschef: Ministerpräsident Olof Palme (1969–1976, 1982–1986)
- Schweiz[2]
  - Bundespräsident Pierre Graber (1. Januar 1975–31. Dezember 1975)
  - Bundesrat:
    - Rudolf Gnägi (1966–1979)
    - Ernst Brugger (1970–1978)
    - Pierre Graber (1970–1978)
    - Kurt Furgler (1972–1986)
    - Hans Hürlimann (1974–1982)
    - Georges-André Chevallaz (1974–1983)
    - Willi Ritschard (1974–1983)
- Sowjetunion
  - Parteichef: Generalsekretär der KPdSU Leonid Breschnew (1964–1982) (bis 1966 Erster Sekretär) (1960–1964, 1977–1982 Staatsoberhaupt)
  - Staatsoberhaupt: Vorsitzender des Präsidiums des obersten Sowjets Nikolai Podgorny (1965–1977)
  - Regierungschef: Vorsitzender des Ministerrats Alexei Kossygin (1964–1980)
- Spanien
  - Staatsoberhaupt:
    - Caudillo Francisco Franco (1939–20. November 1975) (bis 1973 auch Regierungschef)
    - König Juan Carlos I. (20. November 1975–2014)

  - Regierungschef: Ministerpräsident Carlos Arias Navarro (1974–1976)
- Tschechoslowakei
  - Parteichef: Vorsitzender Gustáv Husák (1969–1987) (1975–1989 Präsident)
  - Staatsoberhaupt:
    - Präsident Ludvík Svoboda (1968–29. Mai 1975)
    - Präsident Gustáv Husák (29. Mai 1975–1989) (1669–1987 Parteichef)

  - Regierungschef: Ministerpräsident Lubomír Štrougal (1970–1988)
- Ungarn
  - Parteichef: Generalsekretär der Partei der Ungarischen Werktätigen János Kádár (1956–1988) (1956–1958, 1961–1965 Ministerpräsident)
  - Staatsoberhaupt: Vorsitzender des Präsidentschaftsrats Pál Losonczi (1967–1987)
  - Regierungschef:
    - Ministerpräsident Jenő Fock (1967–15. Mai 1975)
    - Ministerpräsident György Lázár (15. Mai 1975–1987)
- Vatikanstadt
  - Staatsoberhaupt: Papst Paul VI. (1963–1978)
  - Regierungschef: Kardinalstaatssekretär Jean-Marie Villot (1969–1979)
- Vereinigtes Königreich
  - Staatsoberhaupt: Königin Elisabeth II. (1952–2022) (gekrönt 1953)
  - Regierungschef: Premierminister Harold Wilson (1964–1970, 1974–1976)
- Republik Zypern
  - Staats- und Regierungschef: Präsident Makarios III. (1960–1974, 1974–1977)